# 13-甲基十四酸
13-甲基十四酸（缩写 13-MTD），是一种羧酸，化学式(CH3)2CH(CH2)11COOH，在体外可诱导某些癌细胞发生细胞凋亡。